# Bring Me My Horse
Bring Me My Horse is een nummer van de Nederlandse band Racoon uit 2025. Het is de vierde single van hun achtste studioalbum It Is What It Is.

## Achtergrondinformatie
"Bring Me My Horse" is een persoonlijk nummer van frontman Bart van der Weide. "De oorsprong van het lied begon met m'n bijna 30-jarige relatie, dat je heel veel van elkaar houdt en op den duur de 7-year itch krijgt", aldus Van der Weide. "Daarna komt dan een keer de 10-year itch, de 15 year-itch en uiteindelijk de 25-year itch. Op het moment dat je die voelt, is het heel belangrijk dat je daar een prachtig lied over schrijft. En dan heel snel weer naast je neerlegt en dat je doorhebt dat je ook al 25 jaar een ontzettende golden itch hebt".
Het nummer is één van de persoonlijke favorieten van Van der Weide. "Dit was nooit bedoeld als single, maar soms vertelt muziek z'n eigen verhaal", meldde Racoon op Instagram. "Dacht dat het nooit een single zou worden, omdat 'ie te lang is. Dat vind ik er misschien ook wel weer leuk aan, ik krijg de ruimte om m'n verhaal te vertellen. In plaats van dat tegenwoordig alles zo kort geknipt en geplakt moet zijn", zegt Van der Weide over het nummer. De plaat werd NPO Radio 2 TopSong en bereikte de 14e positie in de Tipparade.

## Tracklijst
Muziekdownload
1. "Bring Me My Horse" - 4:22